# Michael Jeffrey
Michael Jeffrey (Liverpool, 11 augustus 1971) is een Engels voormalig voetballer die als aanvaller speelde.
Jeffrey begon bij Bolton Wanderers en maakte naam als scorende spits bij Doncaster Rovers. Het leverde hem een transfer naar Newcastle United op waar hij echter niet doorbrak. In 1995 ging hij naar Fortuna Sittard waar hij in ruim honderd wedstrijden 25 doelpunten maakte. Na nog voor het Schotse Kilmarnock gespeeld te hebben, besloot Jeffrey zijn loopbaan in 2002 op lager Engels niveau.